# 李家庄乡 (昔阳县)
李家庄乡，是中华人民共和国山西省晋中市昔阳县下辖的一个乡镇级行政单位。

## 行政区划
李家庄乡下辖以下地区：
南渡海村、安阳岭村、黄龙沾村、石寨沟村、胡峪村、王家山村、石坪村、北南沟村、北渡海村、铺沟村、王家庄村、先掌村、东李家庄村、南李家庄村和西李家庄村。